# Лісне (Антрацитівська міська громада)
Лісне —  селище в Україні, в Антрацитівській міській громаді Ровеньківського району Луганської області. Населення становить 264 осіб. Орган місцевого самоврядування — Боково-Платівська селищна рада.

## Населення

### Мова
Розподіл населення за рідною мовою за даними перепису 2001 року:
| Мова       | Кількість | Відсоток |
| ---------- | --------- | -------- |
| російська  | 215       | 81.44%   |
| українська | 49        | 18.56%   |
| Усього     | 264       | 100%     |

| Україна | Це незавершена стаття з географії України. Ви можете допомогти проєкту, виправивши або дописавши її. |

1. ↑  Рідні мови в об'єднаних територіальних громадах України — Український центр суспільних даних